# Thanet (distretto)
Thanet è un distretto locale del Kent, Inghilterra, Regno Unito, con sede a Margate.

## Storia
Il distretto fu creato con il Local Government Act 1972, il 1º aprile, 1974 dalla fusione dei borough di Margate e Ramsgate con il Distretto urbano di Broadstairs and St Peter's e parte del Distretto rurale di Eastry.

## Ward e parrocchie
Il distretto è diviso in district in 23 ward, alcune delle quali interne alle città di Margate, Broadstairs e Ramsgate.
Le parrocchie civili, che non coprono Margate e Ramsgate, sono:
- Acol
- Birchington
- Broadstairs e St Peter's (città)
- Cliffsend
- Manston
- Minster
- Monkton
- St Nicholas at Wade e Sarre